# Savoiski, Kiustendil
Savoiski (în bulgară Савойски) este un sat în comuna Kiustendil, regiunea Kiustendil,  Bulgaria. 

## Demografie
Componența etnică a satului Savoiski
     Bulgari (100%)
     Nicio identificare (0%)
     Altele (0%)
La recensământul din 2011, populația satului Savoiski era de 7 locuitori. Din punct de vedere etnic, toți locuitorii erau bulgari.